# Artemisietea vulgaris

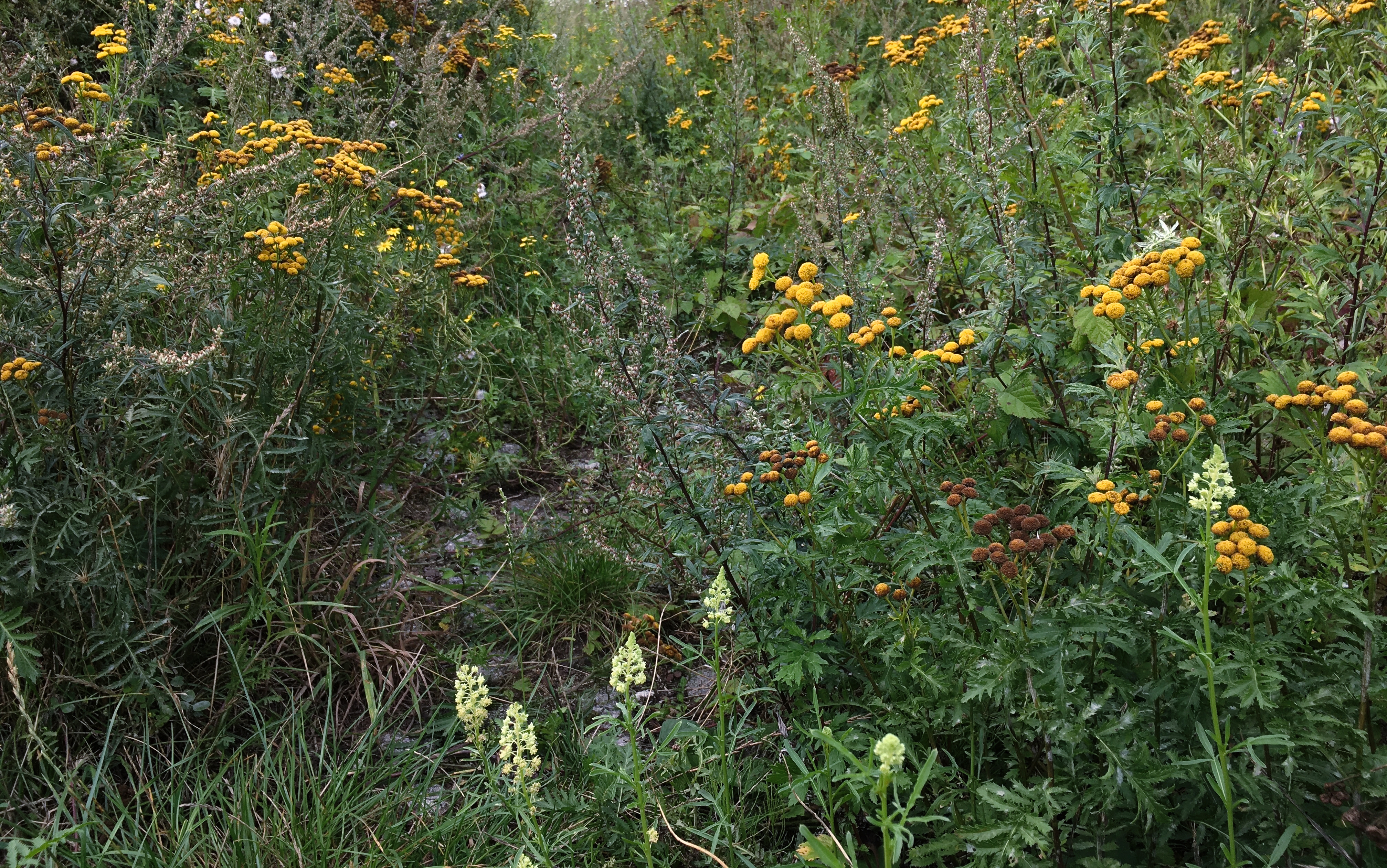
Végétation de la classe des Artemisietea vulgaris

En phytosociologie, la classe des Artemisietea vulgaris est une végétation rudérale, anthropogène, nitrophile à dominance d’espèces vivaces, eurosibérienne et méditerranéenne.

## Référence
Autorité : W.Lohmeyer, Preising & Tüxen ex von Rochow 1951

## Les espèces caractéristiques
- Buglosse officinale (Anchusa officinalis)
- Linaire commune (Linaria vulgaris)

## Remarque
Artemisietea vulgaris n'est pas le nom binominal d'une espèce.